# После конца
«После конца» — роман русского писателя Юрия Мамлеева, опубликованный издательством «Эксмо» в 2011 году. Презентация книги прошла 5 сентября в Малом зале Центрального дома литераторов.
Роман вошёл в лонг-лист литературных премий «Нос», «Национальный бестселлер» и «Ясная Поляна».

## Сюжет
Главный герой романа, эзотерик Валентин Уваров, из Москвы начала XXI века попадает в далёкое будущее, наступившее после Конца света. Мир стал совершенно другим. Возникло новое человечество, населяющее несколько небольших государств: Ауфирь (самое крупное, куда попадает Валентин), Неорию, Страну деловых трупов и ряд более мелких. На обширных, охваченных лесами пространствах, отделяющих государства друг от друга, проживают «одичавшие». В Ауфири запрещена духовная культура прошлого: метафизика, религия, искусство, литература, зато разрешены различные виды пороков: педофилия, зоофилия, убийства, каннибализм. Связь с высшими сферами, за исключением некоторых рудиментов религии, присущих элитам (вера в Понятного и Непонятного), отсутствует, зато границы с низшими стали более проницаемыми.
Валентина помещают в некий «заповедник», где он встречается с другими русскими людьми, попавшими в этот мир из разных эпох. Там он знакомится с загадочным Вагилидом — обладателем сакральных знаний прошлого, и его дочерью Танирой, знающими русский язык. С Танирой у героя возникает любовная связь. Отец и дочь принадлежат к небольшой части людей, которые после конца сохранили в себе частичку света. Им покровительствует Фурзд, фактически министр обороны государства, пытающийся отобрать власть у правителя – Террапа.
События разворачиваются на фоне ожидания уже второго Конца света. Судьба мира в опасности. Население объято «чертоманией», а представитель тайной высшей власти Крамун заинтересован в прорыве демонических сил. Однако есть надежда – ребёнок, который был зачат Валентином и Танирой, по предсказанию, должен стать «чёрным мессией» и спасти мир.

## Отзывы
«После конца», несомненно, самый странный роман Мамлеева за всю его писательскую карьеру; по сравнению с ним «Шатуны» — это какая-то «Репка»— Лев Данилкин